# Giogo di Santa Maria
Il Giogo di Santa Maria o Passo dell'Umbrail (Pass dal Umbrail in romancio, Umbrailpass o Wormserjoch in tedesco) (2.503 m s.l.m.) è un valico alpino situato nelle Alpi Retiche occidentali (sottosezione Alpi della Val Müstair), in prossimità del confine italo-svizzero e del passo dello Stelvio, che mette in comunicazione il cantone dei Grigioni svizzero con l'alta Valtellina. È il valico carrozzabile più alto della Svizzera, aperto al traffico nel 1901.

## Descrizione
Si tratta di un valico con vocazione prettamente turistica e scarsa a livello stradale di trasporto-collegamento considerando la quota altimetrica elevata, il confine tra due stati, la chiusura invernale prolungata, all'interno di un contesto ambientale-paesaggistico suggestivo e quasi del tutto incontaminato delle Alpi, divenendo per questo méta ambita di cicloamatori e motociclisti in estate. Dall'agosto 2015 la strada è stata completamente asfaltata.
Dal valico si ha una vista sulla val Monastero, sulla valle di Fraele e sulla Valtellina. Dall'Italia si raggiunge attraverso la IV cantoniera del versante lombardo-valtellinese del passo dello Stelvio, del quale il Giogo di Santa Maria-Passo dell'Umbrail viene spesso considerato il terzo versante di accesso, in territorio svizzero, oltre ai due versanti italiani. Al pari degli altri due versanti dello Stelvio è soggetto a chiusura invernale prolungata tra ottobre e maggio.
Dal giogo è possibile scendere in Svizzera, ovvero a Santa Maria Val Müstair, attraverso una stradina dove i lavori di asfaltatura degli ultimi 2,5 chilometri sono stati effettuati solamente nel 2016. La strada è stretta e pendente e scende per 13 chilometri nella sottostante val Monastero, dopo 1.126 metri di dislivello. La val Monastero, da secoli svizzera (cantone dei Grigioni), fa confluire a livello idrologico le sue acque verso la val Venosta e appartiene perciò geograficamente al versante "italiano" delle Alpi.

## Sport

### Giro d'Italia
È stato affrontato per la prima volta al Giro d'Italia nell'edizione 2017. Nel 2024 viene inserito nel percorso della corsa rosa in un secondo momento, a seguito dell'annullamento della scalata al passo dello Stelvio per rischio valanghe. In questa occasione il valico diviene anche Cima Coppi. Purtroppo il maltempo causa l'annullamento del passaggio anche dal Giogo di Santa Maria.
Di seguito il dettaglio delle salite:
| Anno | Tappa                                                 | Primo in vetta | Versante scalato        |
| ---- | ----------------------------------------------------- | -------------- | ----------------------- |
| 2017 | 16ª: Rovetta > Bormio                                 | Mikel Landa    | Santa Maria Val Müstair |
| 2024 | 16ª: Livigno > Santa Cristina Valgardena (Monte Pana) |                | Bormio                  |